# Ehre deine Mutter
Ehre deine Mutter é um filme mudo alemão dirigido por Paul L. Stein. Lançado em 1928, foi protagonizado por Mary Carr, Walter Rilla e Anita Dorris.